# Петър Глигоровски
Петър Глигоровски (на македонска литературна норма: Петар Глигоровски) е виден художник, аниматор и режисьор от Република Македония.

## Биография
Роден е на 3 февруари 1938 година в Скопие, тогава в Кралство Югославия под името Перица Глигорович (на сръбски: Перица Глигоровић). Завършва Художествената академия в Белград и специализира анимация в Загреб. От 1963 до 1968 година реализира много анимирани емисии за деца за Телевизия Скопие. Автор е на първия анимиран филм в Социалистическа република Македония ЕМБРИО Но. М. В анимациите си използва сложна техника, а в някои филми комбинира анимирани и документарни кадри. Рисува и комикси. Награждаван е на фестивалите в Белград, Оберхаузен, Берлин, Анеси и Ню Йорк.

## Награди
- 1971, „Ембрио Но. М“, Фестивал на югославския документален и късометражен филм, Белград, специална диплома за режисура;
- 1977 „Феникс“, Международен филмов фестивал за анимация, Анеси, първа специална награда;
- 1977, „Адам“, Фестивал на югославския документален и късометражен филм, Белград, златен медал;
- 1979 „Феникс“, Международен филмов фестива, Берлин, сребърна мечка;
- 1977, Фестивал на югославския документален и късометражен филм, Белград, специална награда за пионерска и креативна работа на полето на анимацията.[1]

## Филмография
| Година | Име              | Име              |                                           |
| ------ | ---------------- | ---------------- | ----------------------------------------- |
| 1971   | „Ембрио No. M.“  | „Ембрио No. M.“  | режисура, анимация, сценарий              |
| 1976   | „Феникс“         | „Феникс“         | режисура, анимация, сценарий, сценография |
| 1977   | „Адам (5 до 12)“ | „Адам (5 до 12)“ | режисура, анимация, сценарий, сценография |
| 1985   | „А“              | „А“              | режисура, анимация, сценарий              |